# Echo
echo (англ. Echo — луна) — команда в DOS, OS/2, Microsoft Windows, Unix і Unix-подібних операційних системах, яка виводить рядок тексту на комп'ютерний термінал. Це зазвичай використовується в сценаріях оболонок і командних файлах для виводу тексту про стан скрипту на екран або у файл.

## Приклад використання
```
$
 
echo
 
This
 
is
 
a
 
test.
This
 
is
 
a
 
test.
$
 
echo
 
"This is a test."
 
>
 
./test.txt
$
 
cat
 
./test.txt
This
 
is
 
a
 
test.
$
 
echo
 
$PATH
 

/usr/lib/qt-3.3/bin:/usr/kerberos/bin:/usr/local/bin:/usr/bin:/bin:/usr/X11R6/bin:/usr/local/g98/bsd:
/usr/local/g98/local:/usr/local/g98/extras:/usr/local/g98:/usr/local/g98/bsd:/usr/local/g98/local:
/usr/local/g98/extras:/usr/local/g98

```

Деякі з варіантів Unix або окремі оболонки підтримують додаткові опції, як наприклад -n (не виводить кінцевий символ нового рядка) чи -e (дає вказівку інтерпретувати escape-послідовності). Проте вони не включені в стандарт через історичну несумісність між BSD і System V; в ситуаціях де це проблема може використовуватися команда printf.

## Приклад реалізації
Команда echo може реалізована на мові програмування C лише кількома рядками коду:
```
#include
 
<stdio.h>

/* echo command-line arguments; 1st version */

int
 
main
(
int
 
argc
,
 
char
 
*
argv
[])

{

  
int
 
i
;

  
for
 
(
i
 
=
 
1
;
 
i
 
<
 
argc
;
 
i
++
)

    
printf
(
"%s%s"
,
 
argv
[
i
],
 
(
i
 
<
 
argc
-1
)
 
?
 
" "
 
:
 
""
);

  
printf
(
"
\n
"
);

  
return
 
0
;

}

```

## Виноски
1. ↑  IEEE Std 1003.1, 2004, documentation for echo. Архів оригіналу за 1 квітня 2010. Процитовано 9 листопада 2008.